# 3310-es mellékút (Magyarország)
A 3310-es számú mellékút egy valamivel több, mint 5 kilométeres hosszúságú, négy számjegyű mellékút Borsod-Abaúj-Zemplén vármegye déli részén; Oszlárt és Tiszapalkonyát köti össze egymással, illetve a térséget feltáró legközelebbi főúttal.

## Nyomvonala
Hejőkürt északkeleti határszélén ágazik ki a 351-es főútból, annak az 1+600-as kilométerszelvénye közelében, nagyjából keleti irányban, gyakorlatilag az ugyanott véget érő 3312-es út egyenes folytatásaként. Kevéssel ezután ki is lép e község területéről, Oszlár határai közt folytatódik, és még az első kilométere előtt el is éri a lakott területének nyugati szélét, ahol a Petőfi utca nevet veszi fel. A második kilométerét elhagyva már újból külterületek közt halad, 2,9 kilométer után pedig átlép Tiszapalkonya területére. A település házai között előbb a Mátyás utca nevet viseli, majd a központtól északra Dobó utca lesz a neve. 4,7 kilométer megtétele után hagyja el a lakott területet, és hamarosan véget is ér – már éppen tiszaújvárosi határok között –, visszatorkollva a 351-es főútba, annak az 5+200-as kilométerszelvénye közelében. Egyenes folytatása a MOL tiszaújvárosi olajfinomítójához vezető bekötőút.
Teljes hossza, az országos közutak térképes nyilvántartását szolgáló kira.kozut.hu adatbázisa szerint 5,292 kilométer.

## Települések az út mentén
- (Hejőkürt)
- Oszlár
- Tiszapalkonya
- (Tiszaújváros)